# Zotalemimon flavolineata
Zotalemimon flavolineata är en skalbaggsart som först beskrevs av Stefan von Breuning 1975.  Zotalemimon flavolineata ingår i släktet Zotalemimon och familjen långhorningar.
Artens utbredningsområde är Laos. Inga underarter finns listade i Catalogue of Life.